# مساواة بين الأجيال

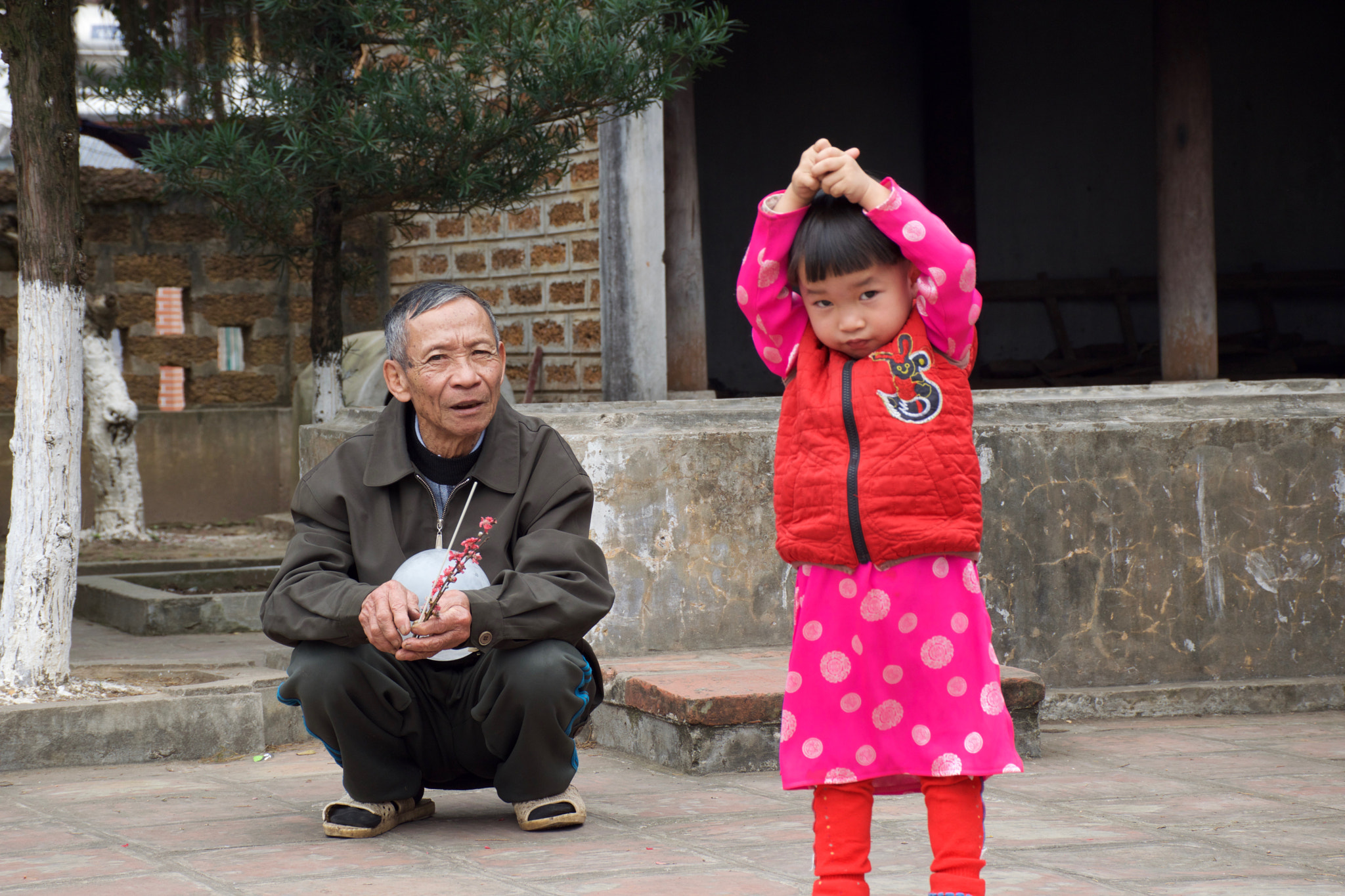
جد وحفيده.

المساواة بين الأجيال في سياق الاقتصاد وعلم النفس وعلم الاجتماع يراد بها مفهوم العدل أو فكرته أو الإنصاف في العلاقات بين الأطفال والشباب والبالغين وكبار السن، خاصة في جانب المعاملة والتفاعلات. وقد تمت دراسة هذه الفكرة في الأطر البيئية والاجتماعية.

## الاستعمال الاقتصادي

### إدارة الاستثمار
في سياق إدارة الاستثمار المؤسسية، تعتبر المساواة بين الجيلين مبدأ يشير إلى أن معدل الإنفاق في مؤسسات الوقف يجب ألّا يتخطى معدل العائد المركب لما بعد التضخم، وبناء على ذلك يتم إنفاق عوائد الاستثمار بالتساوي على مقومات الأصول الموقوفة الحالية والمستقبلية. لقد وضع الاقتصادي جيمس توين هذا المفهوم ابتداءً في عام 1947، والذي قال في كتاباته «إن القائمين على مؤسسات الوقف هم حرّاس المستقبل ضد استحقاقات الحاضر. فمهمتهم إدارة الوقف للحفاظ على تحقيق المساواة بين الأجيال».
وفي إطار السياق الاقتصادي، تشير المساواة بين الأجيال إلى العلاقة بين أسرة محددة والموارد. ويكمن أحد الأمثلة على ذلك في المواطنين المقيمين بالغابات في بابوا غينيا الجديدة، والذين عاشوا لأجيال في جزء محدد من الغابة، ومن ثمّ أصبحت أراضيهم. ومن هنا، يقوم البالغون ببيع أشجار زيت النخيل لجني المال. فإذا ما قاموا بذلك من خلال مستوى لا يحافظ على الاستدامة، فلن تكون هناك موارد لأطفالهم أو أحفادهم في المستقبل. فالاستعمال غير المستدام للموارد يمكن أن يؤدي لاحقًا إلى عدم مساواة بين الأجيال.

### الدين القومي للولايات المتحدة
تربط إحدى المناقشات التي دارت في هذا الخصوص بين الدين القومي والمساواة بين الأجيال. فعلى سبيل المثال، إذا حصل أحد الأجيال على فوائد البرامج الحكومية أو فرص التوظيف الناتجة عن عجز الإنفاق وتراكم الدين، فما مدى تشكيل الدين المرتفع الناتج مخاطر وتكاليف على الأجيال المستقبلية؟ هناك العديد من العوامل التي ينبغي وضعها في الاعتبار:
- مقابل كل دولار من الدين يتحمله العامة، يكون هناك التزام حكومي (سندات الخزينة القابلة للتسويق بصورة عامة) يعتبره المستثمرون أصلًا. وتستفيد الأجيال المستقبلية بقدر انتقال هذه الأصول إليها، والتي يجب أن تتناسب تحديدًا مع مستوى الدين المنتقِل.[3]
- اعتبارًا من عام 2010، كان 5% من السكان الأكثر ثراء يملكون حوالي 72% من الأصول المالية.[4] وهذا يثير تساؤلًا حول توزيع الثروة والدخل، حيث إن قطاعًا ضئيلاً فقط من الأفراد في الأجيال المستقبلية سيحصل على رأس المال أو فوائده من الاستثمارات المرتبطة بالدين المتكبد حاليًا.
- وفقًا لمدى حجم الدين الأمريكي المستحق للمستثمرين الأجانب (تقريبًا نصف «الدين العام» خلال 2012)، فإن الورثة الأمريكيون لا يحصلون على رأس المال وفوائده مباشرة.[3]
- تشير مستويات الدين المرتفعة إلى ارتفاع حجم مدفوعات الفائدة، مما يفرض تكاليف على دافعي الضرائب في المستقبل (على سبيل المثال، ارتفاع الضرائب، أو فوائد حكومية أقل، أو زيادة التضخم، أو زيادة خطر التعرض لأزمة مالية).[5]
- يمكن أن تستفيد الأجيال المستقبلية، وذلك وفقًا لمدى حجم استثمار رؤوس الأموال المقترضة الآن لتحسين الإنتاجية طويلة المدى للاقتصاد والعاملين به؛ مثل ما يحدث من خلال مشروعات البنية التحتية المفيدة.[6]
- مقابل كل دولار من الدين بين الهيئات الحكومية، يكون هناك التزام تجاه المستفيدين من برنامج محدد، مثل السندات غير القابلة للتسويق بصفة عامة مثل تلك المودعة في صندوق ائتمان الضمان الاجتماعي. ويمكن أيضًا لعمليات تعديل من شأنها التقليل من العجز المستقبلي في هذه البرامج وضع تكاليف على الأجيال المستقبلية، وذلك من خلال ارتفاع الضرائب أو انخفاض الإنفاق على البرامج.

لقد أشار الاقتصادي بول كروغمان في مارس 2013 في كتاباته إلى أنه من خلال الإهمال في الاستثمار العام والفشل في إيجاد فرص عمل، فإننا نلحق ضررًا متزايدًا بالأجيال المستقبلية أكثر من مجرد تمرير دين طويل إليهم: «إن السياسية المالية بالفعل تعتبر موضوعًا أخلاقيًا، وينبغي أن نشعر بالخجل مما نفعله حيال التطلعات الاقتصادية للأجيال القادمة. ولكن تنطوي خطايانا على قلة الاستثمار بشكل بالغ، وليس الاقتراض بكثرة.» ويواجه شباب العاملين بطالة مرتفعة، وقد أظهرت الدراسات أن دخلهم ربما ينخفض تدريجيًا خلال مسارهم الوظيفي نتيجة لذلك. فقد انخفضت وظائف المعلمين، مما يمكن أن يؤثر على جودة التعليم وتنافسية الشباب الأمريكيين.

## الاستعمال البيئي

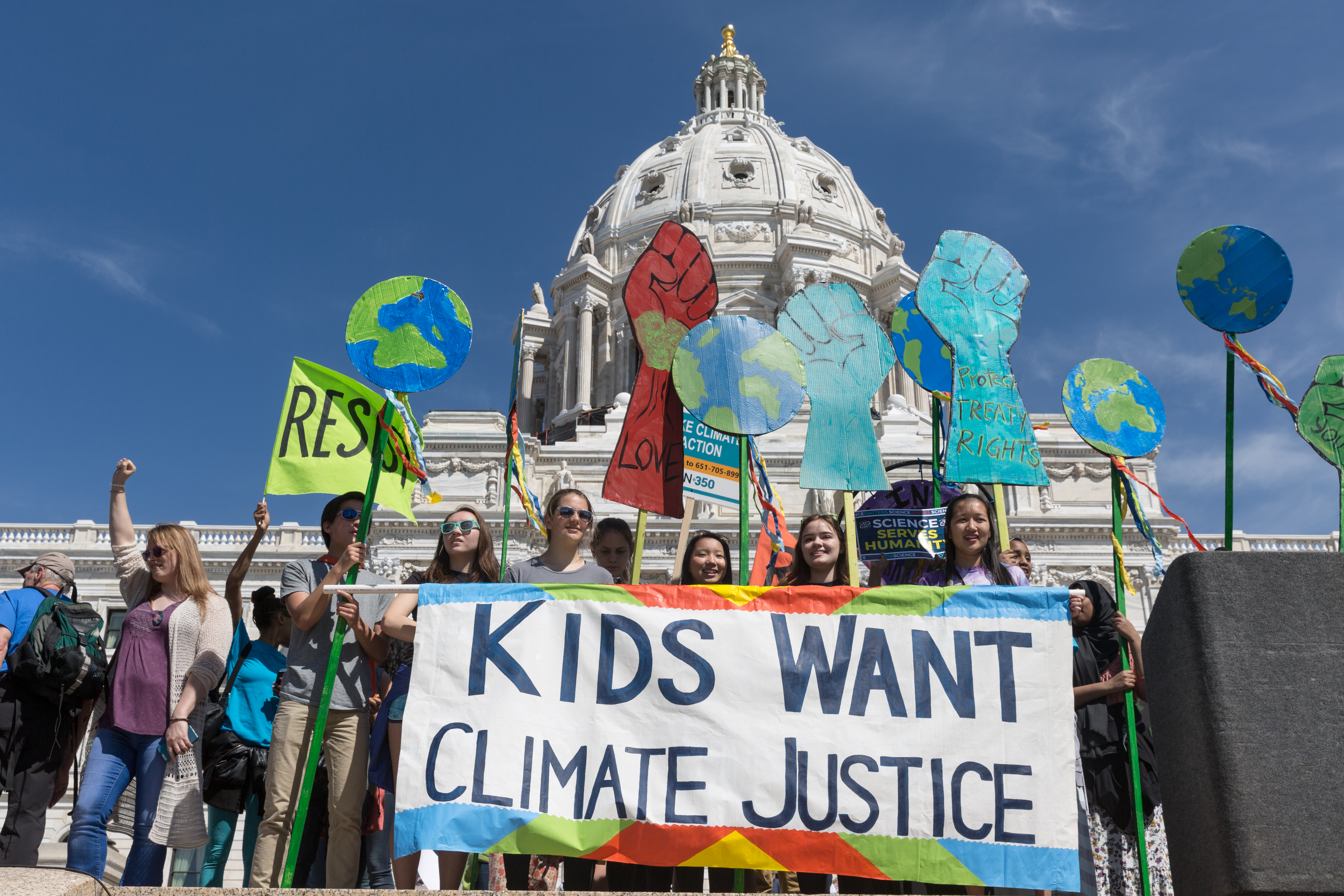
مشاركون في مسيرة العلوم في سانت بول، مينيسوتا.

تقع المناقشات حول المساواة بين الجيلين عبر العديد من المجالات. وتتضمن هذه المجالات الاقتصاديات الانتقالية والسياسية الاجتماعية ووضع ميزانية الحكومة. وكذلك يتم بحث المساواة بين الأجيال في إطار الاهتمامات البيئية، بما في ذلك التنمية المستدامة والاحترار العالمي وتغير المناخ.

## الاستعمال في مجال العدالة الاجتماعية
يرتبط الحديث حول المساواة بين الجيلين بمجالات العدالة الاجتماعية أيضًا، حيث يتم النظر إلى موضوعات مثل الرعاية الصحية مساوية في الأهمية مع حقوق الشباب وموقف الشباب على أنها ضاغطة وملحة. كما أنه يوجد اهتمام قوي داخل المجتمع القانوني تجاه تطبيق المساواة بين الأجيال في القانون.